# Peter Pumm
Peter Pumm (* 3. April 1943 in Wien) ist ein ehemaliger österreichischer Fußballspieler.

## Karriere

### Vereine
Im Alter von 18 Jahren gehörte Pumm dem österreichischen Traditionsverein und Bundesligisten 1. Simmeringer SC an, absolvierte in drei Spielzeiten 54 Spiele, in denen er vier Tore erzielte, und wechselte aufgrund des Abstiegs 1964 zum Ligakonkurrenten FC Wacker Innsbruck. Nach vier Spielzeiten und zuletzt zwei zweiten Plätzen in der Meisterschaft wechselte er zur Saison 1968/69 nach Deutschland zum FC Bayern München.
Für die Bayern bestritt er 84 Bundesligaspiele, in denen er zwei Tore erzielte. Am 17. August 1968 (1. Spieltag) debütierte er beim 2:0-Sieg im Heimspiel gegen den 1. FC Kaiserslautern, am 12. September 1969 (5. Spieltag) erzielte er beim 3:0-Sieg im Heimspiel gegen Borussia Dortmund sein erstes Tor. Gemeinsam mit seinem Landsmann Gustl Starek feierte er 1969 mit dem Gewinn des Meistertitels und des DFB-Pokals das Double. 1971 schloss er seine erfolgreichen Jahre in München mit einem erneuten Erfolg im nationalen Pokalwettbewerb ab und kehrte nach Österreich zurück.
Für den Donawitzer SV Alpine absolvierte er vier Spielzeiten, davon eine in der zweitklassigen Nationalliga, da der Verein 1974 trotz der sportlichen Qualifikation reformbedingt aus der obersten Liga ausgeschlossen wurde. In der Bundesliga belegte er mit der Mannschaft zuvor den 6., 9. und 6. Platz und gewann zudem 1971 die Krone-Fußballerwahl zum Fußballer des Jahres. Dies ist besonders bemerkenswert, da sich in all den Jahren davor nur Spieler der beiden Wiener Großklubs Rapid und Austria bei dieser Wahl durchsetzen konnten.
Zur Saison 1975/76 verpflichtete ihn der amtierende Meister SSW Innsbruck (die Spielgemeinschaft aus WSG Swarovski Wattens und FC Wacker Innsbruck). In seiner ersten Spielzeit wurde Pumm sechsmal eingesetzt und erreichte mit der Mannschaft den 2. Platz in der Meisterschaft. Mit seinem einzigen Bundesligaspiel, beim 2:0-Sieg im Heimspiel gegen Austria/WAC (die Spielgemeinschaft aus FK Austria Wien und Wiener AC) am 11. September 1976 (8. Spieltag), trug er in seiner letzten Spielzeit zur Meisterschaft bei.

### Nationalmannschaft
Zwischen 1965 und 1973 kam Pumm 19 Mal zum Einsatz in der A-Nationalmannschaft. Er debütierte am 9. Oktober 1965 in Stuttgart bei der 1:4-Niederlage gegen Deutschland; sein letztes Spiel – er spielte ab der 46. Minute für Heinz Schilcher – bestritt er am 28. März 1973 in Wien beim überraschenden 1:0-Erfolg über die Niederlande. Sein einziges Länderspieltor erzielte er im Qualifikationsspiel zur Weltmeisterschaft 1974 beim 2:0-Sieg gegen Schweden am 10. Juni 1972 in Wien.

## Erfolge
- Deutscher Meister 1969 (mit dem FC Bayern München)
- DFB-Pokal-Sieger 1969, 1971 (mit dem FC Bayern München)
- Österreichischer Meister 1977 (mit der Spielgemeinschaft Swarovski Wacker Innsbruck)

## Auszeichnungen
- Österreichs Fußballer des Jahres 1971 nach Krone-Fußballerwahl (gewählt von den Lesern der Kronen Zeitung)